# Arno (nave ospedale)
L'Arno (già Cesarea, già Fort St. George, già Wandilla) è stata una nave ospedale della Regia Marina, già piroscafo passeggeri italiano.

## Storia

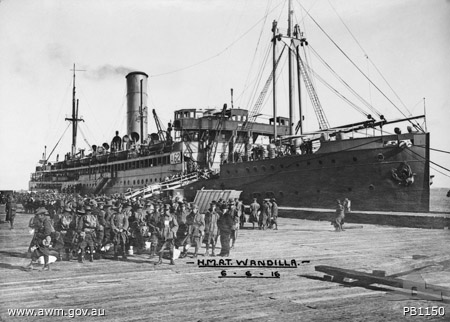
Port Melbourne, 6 giugno 1916: il Wandilla imbarca zappatori del 3rd Pioneer Battalion destinati al Fronte Occidentale.

### Wandilla
Costruita tra il 1911 ed il 1912 per la Adelaide Steam Ship Company, con sede ad Adelaide, la nave era in origine il piroscafo misto Wandilla da 7785 tsl, di bandiera britannica. Propulsa da due macchine alternative a vapore a quadruplice espansione alimentate a carbone (ed in seguito convertite alla nafta) e della potenza di 7300 CV, che permettevano una velocità di crociera di 14,5 nodi ed una massima di 16,36 (altre fonti indicano variabilmente la velocità in 14, 14,5, 15 o 16 nodi), la nave poteva trasportare in tutto 423 passeggeri, 231 dei quali in prima classe, 120 in seconda e 72 in terza). Dopo il completamento il piroscafo venne adibito a servizio di linea sulla tratta Fremantle-Sydney, trasportando merci e passeggeri ed avendo un discreto successo.
Requisita nel maggio 1915 dalla Royal Australian Navy, la nave venne inizialmente impiegata come trasporto truppe come HMAT Wandilla, con equipaggio in prevalenza australiano e pennant number A 62, compiendo sei viaggi di trasporto truppe dell'Australian Army dall'Australia all'Europa, per poi essere trasformata, nel luglio 1916, in nave ospedale, venendo impiegata nel canale della Manica e nel Mediterraneo per conto del Commonwealth (formalmente sino al 2 febbraio 1917, anche se di fatto l'unità continuò ad avere impiego come nave ospedale anche l'anno successivo). 

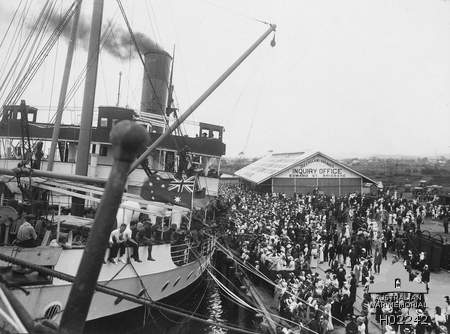
Il Wandilla in partenza dal molo Pinkeba di Brisbane truppe del 15th Battalion, nel 1916.

 In questo periodo la nave, tra l'altro, circumnavigò l'Africa e partecipò ai soccorsi degli equipaggi di due navi affondate dagli U-Boote. Nel febbraio 1918 la Wandilla stessa venne attaccata da un U-Boot che la colpì con un siluro, che tuttavia non esplose. Restituita all'armatore nel 1919, la nave dopo il conflitto tornò in servizio civile, sulla rotta New York-Sydney (per altre fonti la nave non venne invece più impiegata sino al 1921, in quanto la compagnia proprietaria riteneva che il trasporto costiero dei passeggeri non avesse futuro).

### Fort St. George
Nel 1921 il Wandilla venne acquistato dalla neocostituita Bermuda & West Indies Steam Ship Company (bandiera canadese, operativa sulle tratte che univano il Canada e New York a Bermuda ed alle Indie Occidentali) di Hamilton, che lo ribattezzò Fort St. George e, dopo averlo modificato per adattarlo al trasporto di 380 passeggeri in prima classe e 50 in seconda, lo utilizzò sulla rotta Bermuda-New York. Al posto delle stive per il carico vennero ricavati dei serbatoi d'acqua: la nave, infatti, venne impiegata per il trasporto, oltre che dei passeggeri, anche di acqua dolce alle Bermuda. Nella mattinata del 22 marzo 1924 il Fort St. George fu protagonista di una collisione con il transatlantico britannico Olympic nel porto di New York. 

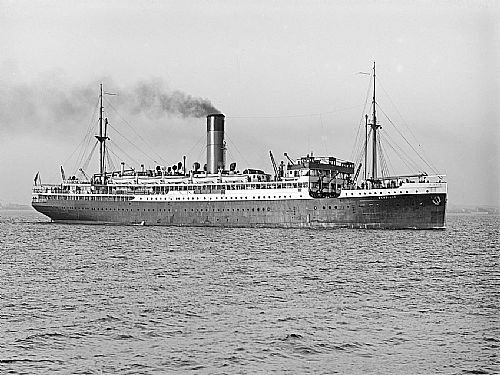
Il piroscafo Wandilla in navigazione.

 Mentre l'Olympic stava lasciando a marcia indietro il molo 59, il Fort St. George, che stava scendendo il North River diretto in mare aperto a velocità sostenuta (poi giudicata eccessiva), cercò di passare sotto la poppa del transatlantico, finendo invece col “raschiarne” il timone con scafo e sovrastrutture, e riportando gravi danni (all'albero maestro, alle scialuppe, ai ponti ed ai parapetti per una lunghezza di circa 45 metri) che richiesero riparazioni in bacino di carenaggio (l'Olympic riportò invece seri danni alle strutture poppiere, che dovettero essere sostituite). Nel successivo processo la maggiore responsabilità della collisione venne attribuita all'equipaggio del Fort St. George.

### Cesarea
Nel 1935 il piroscafo venne ceduto alla compagnia di navigazione italiana Lloyd Triestino (con sede a Trieste), che lo ribattezzò Cesarea (la nave venne iscritta con matricola 376 al Compartimento marittimo di Trieste) e lo sottopose ad alcune modifiche, incrementandone la stazza lorda ad 8024 tsl.

Prima dell'inizio della guerra d'Etiopia, la Cesarea fu una delle sei navi passeggeri (le altre erano Vienna, Gradisca, Helouan, Aquileia e California) noleggiate e poi requisite tra il giugno e l'ottobre 1935 dalla Regia Marina per aggiungersi alle due già impiegate (Urania e Tevere) per il trasporto dei feriti e dei malati tra le truppe inviate in Eritrea e Somalia in preparazione dell'invasione. Dotate di attrezzature molto all'avanguardia per l'epoca (tra cui apparati di condizionamento dell’aria), queste navi non vennero classificate e denunciate presso gli appositi organismi internazionali come navi ospedale, ma come «navi trasporto infermi»: dato che delle navi ospedale non avrebbero potuto trasportare truppe e rifornimenti ma solo feriti e malati, tale classificazione venne ideata per poter utilizzate le unità in questione come trasporti di truppe e rifornimenti per le operazioni in Eritrea e Somalia all'andata, senza ledere le convenzioni internazionali, e per rimpatriare e curare feriti e malati al ritorno (le missioni delle navi trasporto infermi si concludevano sempre a Napoli). Tale decisione venne motivata anche dal fatto che occorreva sfruttare appieno ogni singolo viaggio, dato che Massaua, Chisimaio e gli altri porti di Eritrea e Somalia erano scarsamente ricettivi ed attrezzati in maniera non adeguata. Ugualmente provviste di dotazioni sanitarie e di personale medico (tra cui in media una dozzina di crocerossine), le navi trasporto infermi si distinguevano dalle navi ospedale per la colorazione, bianca ma priva di croci rosse e strisce verdi prescritte per tali unità. 

Il Cesarea con la colorazione da nave trasporto infermi.

Qualora fossero insorte più serie complicazioni con il Regno Unito era stato deciso che le navi trasporto infermi sarebbero state subito denunciate a Ginevra come vere e proprie navi ospedale, ma tale risoluzione non venne mai attuata. Dal 1935 al 1936-1937 (tra il 1935 ed il 1937 le navi trasporto infermi compirono in tutto 104 missioni, trasportando 42.273 tra feriti e malati) la Cesarea, dotata di 400 posti letto (risultando in ciò la meno capiente tra le navi trasporto infermi), venne quindi impiegata tra l'Italia e la futura Africa Orientale Italiana al comando del capitano di corvetta Giuseppe Moschini (direttore sanitario era il colonnello medico Francesco Maiorca), trasportando truppe all'andata ed infermi al ritorno. Fece notizia tra i media italiani e stranieri la presenza a bordo di tale nave, in qualità di crocerossina, della principessa di Piemonte Maria José. La Cesarea, con a bordo la principessa, partì il 26 marzo 1936 e giunse a Porto Said il 30 marzo, arrivando poi a Massaua alle otto del mattino del 7 aprile, scortata dai sommergibili Luigi Settembrini e Ruggiero Settimo mandatile incontro, accolta dal grido di «Viva il Re» ripetuto tre volte dagli equipaggi schierati a bordo delle navi in rada. L'8 aprile la Cesarea salpò da Massaua alla volta di Mogadiscio, rientrando nel porto eritreo il successivo 29 aprile e ripartendo poi per l'Italia alle sei di sera del 3 maggio, scortata da quattro sommergibili sino a dieci miglia dal porto.
Riarmata come vera e propria nave ospedale e provvista degli adeguati contrassegni, la Cesarea venne poi impiegata insieme ad altre tre navi ospedale (Gradisca, Aquileia ed Helouan) nella guerra civile spagnola. Nel corso di tale conflitto, dal febbraio 1937 al luglio 1939, le quattro navi ospedale italiane effettuarono in tutto 31 missioni, trasportando dalla Spagna a Napoli 15.612 tra feriti e malati, prevalentemente appartenenti al Corpo Truppe Volontarie.

### Arno
Nel frattempo, nel 1938, la Cesarea aveva cambiato nome in Arno. Terminato il conflitto in Spagna, il piroscafo riprese brevemente il servizio come nave mercantile.

Poco prima dell'entrata dell'Italia nella seconda guerra mondiale, il 5 giugno 1940, l'Arno venne nuovamente requisita a Trieste dalla Regia Marina, ed il 12 luglio 1940 (per altra fonte il 14 luglio) fu iscritta nel ruolo del naviglio ausiliario dello Stato come nave ospedale, dotata di 440 posti letto. Ridipinta pertanto secondo le norme stabilite dalla Convenzione di Ginevra per le navi ospedale (scafo e sovrastrutture bianche, fascia verde interrotta da croci rosse sullo scafo e croci rosse sui fumaioli), la nave, dotata di adeguate attrezzature sanitarie ed imbarcato personale medico, entrò in servizio nell'agosto 1940. 

LArno in manovra nel porto di Bengasi sul finire dell’estate 1940.

 Nel corso dello stesso mese di agosto l'Arno venne mandata in Libia per una prima missione. Direttore sanitario fu, dall'entrata in servizio al settembre 1941, il colonnello medico Giuseppe Tallarico. A bordo dell'Arno prestò tra l'altro servizio, quale cappellano militare, il futuro cardinale Giulio Bevilacqua.
Nella notte dell'8 dicembre 1940, durante un attacco aereo britannico sul porto di Napoli, la nave ospedale, che era all'ormeggio oscurata, venne colpita da una bomba, riportando seri danni. I lavori di riparazione, effettuati a Genova, durarono due mesi.
Dopo la distruzione del convoglio «Tarigo» (16 aprile 1941), che aveva causato l'affondamento di tre cacciatorpediniere e cinque mercantili dell'Asse ed un cacciatorpediniere britannico, l'Arno venne inviata per due giorni a perlustrare le acque dello scontro (nei pressi delle secche di Kerkennah) alla ricerca di naufraghi. Le numerose unità navali (dapprima cacciatorpediniere e torpediniere italiane inviate sul luogo, poi unità minori ed ausiliarie partite da Tripoli, nonché, oltre all'Arno, la nave soccorso Orlando ed i trasporti in transito in quelle acque) recuperarono complessivamente 1271 superstiti, su circa 3.000 uomini imbarcati sulle navi affondate. Nel corso delle operazioni di ricerca dei superstiti la scorta di benzina per le motolance dell'Arno si esaurì per l'intensa attività di ricerca svolta delle imbarcazioni, tanto che un idrovolante da soccorso CANT Z.506 dovette ammarare vicino alla nave ospedale per recapitare altro carburante. La nave imbarcò anche i sopravvissuti del cacciatorpediniere Luca Tarigo, recuperati in un primo tempo dal piroscafo mercantile Antonietta Lauro.
Nei giorni successivi al 24 maggio 1941 l'Arno venne inviata, insieme alla nave ospedale Sicilia, alla ricerca dei superstiti del trasporto truppe Conte Rosso, silurato ed affondato alle 20.45 del 24 maggio dal sommergibile britannico Upholder, mentre era in navigazione in convoglio da Napoli a Tripoli. Perirono con la nave 1297 uomini (per altre fonti 1544), mentre le unità della scorta e quelle inviate in soccorso salvarono 1432 naufraghi. L'Arno trasse in salvo 60 uomini.
Nel giugno 1941 l'Arno venne impiegata come set cinematografico per le riprese del film «La nave bianca», diretto da Francesco De Robertis e Roberto Rossellini e riguardante la vita a bordo delle navi ospedale italiane in guerra.

Il 26 luglio 1941 la nave ospedale lasciò Porto Empedocle e venne mandata a cercare eventuali sopravvissuti del fallimentare assalto sferrato nella notte tra il 25 ed il 26 dalla X Flottiglia MAS contro il porto della Valletta (Malta). L'Arno non riuscì a rintracciare nessuno (nell'attacco erano andati perduti i MAS 451 e 452, otto “barchini esplosivi” «MTM», due SLC ed un motoscafo da trasporto «MTL», mentre tra gli incursori si erano registrati 15 morti e 18 prigionieri: i pochi sopravvissuti erano stati recuperati dall'avviso Diana).

La nave fotografata nel 1941 da bordo di un trasporto truppe.

Nell'estate 1941 l'Arno, trovandosi a Tripoli, cedette alla città, per necessità, alcune decine di tonnellate di acqua e di nafta dei suoi serbatoi.
Il 20 agosto dello stesso anno l'unità, nel corso di una normale missione di trasporto infermi, venne dirottata ed inviata alla ricerca di eventuali altri sopravvissuti del trasporto truppe Esperia, silurato ed affondato dal sommergibile HMS Unique nelle acque antistanti Tripoli alle 10.17 di quel giorno, durante la navigazione in convoglio da Napoli a Tripoli, ed affondato in quattordici minuti a 11 miglia per 318° dal faro di Tripoli: la nave non trovò alcun naufrago, in quanto i 1136 (per altre fonti 1139) superstiti dell'Esperia (su un totale di 1182 uomini imbarcati) erano già stati salvati dalle navi scorta e dalle unità minori di «Marina Tripoli».

La nave ospedale in manovra.

Il 18 ed il 19 settembre 1941 l'Arno, così come la nave soccorso Laurana, venne inviata alla ricerca di ulteriori naufraghi dei due grandi trasporti truppe Neptunia ed Oceania, silurati ed affondati nella mattina del 18 settembre dal sommergibile britannico Upholder in posizione 33°02' N e 14°42' E, mentre erano in navigazione in convoglio a circa 60 miglia da Tripoli, ov'erano diretti. Eccezion fatta per tre uomini tratti in salvo da un idrovolante della Regia Aeronautica, tutti i sopravvissuti (5434 su un totale di 5818 uomini imbarcati sulle due navi) erano però già stati salvati dai cinque cacciatorpediniere della scorta (da Recco, Pessagno, da Noli, Gioberti ed Usodimare), così che la ricerca da parte di Arno e Laurana non diede alcun risultato. Nello stesso mese divenne direttore sanitario della nave il tenente colonnello medico Ernesto Trombetti.
Nel pomeriggio del 21 ottobre 1941 la nave ospedale, durante una nuova missione in Libia, rimase leggermente danneggiata da schegge durante un bombardamento aereo su Bengasi.

LArno a Gaeta.

Tra il 9 ed il 10 novembre 1941 l'unità, insieme ad un'altra nave ospedale, la Virgilio, ed a diverse siluranti, prese parte alle operazioni di soccorso dei superstiti del convoglio «Beta» (meglio noto come «Duisburg»), distrutto nella notte tra l'8 ed il 9 novembre, in posizione 37°08' N e 18°09' E (circa 120 miglia a sudest di Punta Stilo), durante la navigazione da Napoli a Tripoli, dalla Forza K britannica (incrociatori leggeri Aurora e Penelope, cacciatorpediniere Lance e Lively) con la perdita di tutti e sette i mercantili che lo formavano (piroscafi tedeschi Duisburg e San Marco ed italiani Sagitta e Rina Corrado, pirocisterna Conte di Misurata, motocisterna Minatitlan, motonave Maria) e di due cacciatorpediniere (Fulmine e Libeccio, quest'ultimo silurato ed affondato dal sommergibile Upholder durante i soccorsi) su sette che componevano la scorta diretta. L'Arno trasse in salvo 21 uomini (nel corso dei soccorsi vennero recuperati complessivamente 772 naufraghi).
Il 1º dicembre 1941 l'Arno, di nuovo insieme alla Virgilio ed alla Laurana, fu mandata a cercare i sopravvissuti della grossa nave cisterna Iridio Mantovani e del cacciatorpediniere Alvise da Mosto che la stava scortando, affondati circa 75 miglia a nordovest di Tripoli (rispettivamente in 33°53' N e 12°50' E e 33°53' N e 12°28' E) ad opera di un duplice attacco di aerosiluranti (che avevano ridotto la Mantovani ad un relitto in fiamme) e della Forza K inglese (incrociatori leggeri Aurora e Penelope e cacciatorpediniere Lively, che avevano affondato il Da Mosto e finito la Mantovani). In questo caso, tuttavia, la ricerca si risolse con un nulla di fatto, in quanto i 105 superstiti dei 144 uomini di equipaggio della Mantovani erano stati recuperati dall'Aurora e dal Lively, mentre la torpediniera italiana Prestinari aveva recuperato tutti i 135 naufraghi (su 273 uomini d'equipaggio) del Da Mosto.

La nave ospedale fotografata da bordo di un aereo.

Il 9 dicembre la nave ospedale andò in soccorso della motonave Sebastiano Venier, che alle 14.30 di quel giorno, durante la navigazione da Bengasi a Taranto con a bordo 2.000 prigionieri del Commonwealth, era stata silurata dal sommergibile HMS Porpoise. L'Arno contribuì al salvataggio di 1862 superstiti; la motonave riuscì a portarsi all'incaglio nei pressi di Capo Methoni, sulla costa greca, intorno alle 18, ma il numero delle vittime fu ugualmente grave, ammontando ad 11 militari italiani e 309 prigionieri.
Una singolare missione svolta dall'Arno nel 1941 consisté nel trasporto in Libia di banconote per un totale di 2.000.000 di lire.
Tra il 23 ed il 28 marzo 1942 la nave ospedale venne inviata alla ricerca dei sopravvissuti dei cacciatorpediniere Lanciere e Scirocco, affondati in una terribile tempesta rispettivamente intorno alle 10.07 ed alle 5.45 del 23 marzo, mentre rientravano dalla seconda battaglia della Sirte in posizione 35°35' N e 17°15' E il primo, 35°50' e 17°35' E il secondo. Partita da Augusta solo alle 18.45 del 23 marzo, diverse ore dopo i due affondamenti, a causa delle condizioni del mare, agitatissimo, la nave giunse nella zona in cui era affondato il Lanciere al sorgere del sole del 24, ma solo nella tarda serata del 24 marzo l'Arno avvistò, grazie ai proiettori, una prima zattera del Lanciere, con a bordo quattro uomini, e poco dopo un altro battellino della stessa nave, con altri quattro sopravvissuti. Il giorno seguente la nave avvistò uno zatterone alla deriva e salvò l'unico uomo che vi si trovava a bordo, anch'esso del Lanciere. Uno dei nove uomini recuperati, il silurista Gino Mondin, morì di paralisi cardiaca pochi minuti dopo il salvataggio (oltre ai 9 naufraghi recuperati dall'Arno vennero salvati altri dieci sopravvissuti, otto del Lanciere e due dello Scirocco, mentre scomparvero in mare 452 uomini delle due navi). La nave ospedale continuò nella sua opera di ricerca sino al tramonto del 28 marzo, trovando solo imbarcazioni vuote.

LArno in una fotografia a colori scattata durante la seconda guerra mondiale.

Il 29 ed il 30 agosto del medesimo anno l'Arno, con cattivo tempo, venne inviata alla ricerca dei sopravvissuti dell'avviso Diana, silurato ed affondato dal sommergibile HMS Thrasher alle 11.44 del 29 giugno in posizione 33°30' N e 23°30' E, 75 miglia a nord del golfo di Bomba. Grazie all'abilità del proprio equipaggio la nave ospedale, nonostante le avverse condizioni meteomarine, poté recuperare 119 sopravvissuti. Pesante, ad ogni modo, il numero finale: 336 tra membri dell'equipaggio dell'avviso e militari che questo stava trasportando a Tobruk risultarono morti o dispersi.
Il 3 settembre l'unità trasportò a Bengasi 50 sanitari tedeschi e 6 tonnellate di materiale medico destinato all'Afrika Korps. Nella notte tra il 10 e l'11 settembre 1942 l'Arno, in navigazione correttamente illuminata da Napoli a Tobruk (a bordo vi era anche il direttore della Sanità militare marittima, generale medico Gregorio Gelonesi, per una visita d'ispezione), venne silurata, tra le 0.45 e l'una dell'11 settembre, da un aerosilurante inglese, a 62 miglia dalla costa. L'equipaggio ed il personale medico (in tale occasione si distinsero per il loro comportamento le crocerossine) si misero in salvo su nove scialuppe, e lentamente la nave affondò, dopo nove ore di agonia, alle 10.20, in posizione 33°14' N e 23°23' E, ad un'ottantina di miglia da Tobruk e ad una quarantina da Ras el Tin. Gli inglesi giustificarono l'affondamento affermando  che la decodificazione di un radiomessaggio tedesco del 31 agosto 1942 avrebbe mostrato che la nave veniva utilizzata anche per il trasporto di rifornimenti verso Bengasi, in violazione alle Convenzioni dell'Aia.
Perirono nell'occasione 27 uomini, mentre il resto dell'equipaggio venne tratto in salvo dopo due giorni ed una notte trascorsi in mare.
Nel corso della seconda guerra mondiale l'unità aveva effettuato complessivamente 57 missioni come nave ospedale (49 di trasporto e cura infermi ed otto di soccorso), trasportando 6133 tra naufraghi (circa 1200) e feriti e 17.262 malati.